# 城巴582線
城巴582線是香港一條新界巴士路線，於2024年4月28日投入服務，循環來往白石角及西沙及十四鄉，途經大學站及馬鞍山繞道，全程收費為$12.3。

## 歷史
為配合十四鄉一帶的房屋發展，運輸署在《2023－2024年度巴士路線計劃》中，建議開辦五條新巴士路線來往十四鄉及各區，並以招標形式挑選合適的巴士公司營辦。惟各線服務範圍並未有涵蓋大學站，當時九巴和城巴均表示會積極研究開辦十四鄉往返大學站新路線的可行性。2023年9月，運輸署宣佈把五條新路線的專營權均批予城巴。
隨着十四鄉的戶外體育及康樂用途場地於2024年起陸續落成，運輸署於同年3月建議新增一條全新巴士路線，循環來往白石角及十四鄉，途經香港科學園、大學站及馬鞍山繞道，並直接交由城巴營辦，編號為「582」，並在同年4月28日起正式投入服務，6月16日起往西沙及十四鄉方向於馬鞍山路近錦駿苑增設中途站。

## 服務時間及班次
582線所有常規班次均於白石角開出，並於每日上午至晚間提供服務，列表如下：
| 白石角開             | 白石角開     | 白石角開     | 西沙及十四鄉（大約）開 | 西沙及十四鄉（大約）開 | 西沙及十四鄉（大約）開 |
| 日期                 | 服務時間     | 班次（分鐘） | 日期                   | 服務時間               | 班次（分鐘）           |
| -------------------- | ------------ | ------------ | ---------------------- | ---------------------- | ---------------------- |
| 星期一至五           | 08:00－20:30 | 30           | 星期一至五             | 08:30－21:00           | 30                     |
| 星期六、日及公眾假期 | 08:00－13:00 | 30           | 星期六、日及公眾假期   | 08:30－13:30           | 30                     |
| 星期六、日及公眾假期 | 13:00－20:00 | 20           | 星期六、日及公眾假期   | 13:30－20:30           | 20                     |
| 星期六、日及公眾假期 | 20:00－22:00 | 30           | 星期六、日及公眾假期   | 20:30－22:30           | 30                     |

## 收費
582線全程收費為$12.3，並設有12歲以下小童及65歲或以上長者半價優惠，當中60歲－64歲香港居民、65歲或以上長者與合資格殘疾人士如以指定八達通繳付此線的車資，均可享有長者及合資格殘疾人士公共交通票價優惠計劃提供的$2票價優惠。乘客登車時需以現金或八達通卡繳付車資，不設找贖；而每位成人乘客可免費帶同最多兩名四歲以下而且不佔座位的兒童乘車。此外，乘客亦可使用指定電子支付工具繳付車資，使用此支付方式的乘客可享有與其他城巴獨營路線或聯營線城巴班次之轉乘優惠，惟不適用於與非城巴路線之轉乘優惠，乘客亦不能享有「公共交通費用補貼計劃」及「長者及合資格殘疾人士公共交通票價優惠計劃」。此外，雖然此路線名義上為循環線，但在任何情況下，由白石角開出之班次在抵達西沙GO PARK後，所有乘客必須下車或重新繳付車資。
582線沿途分段收費如下：
| 上車地點＼落車地點   | 西沙及十四鄉 | 白石角 | 大學站或之前 |
| -------------------- | ------------ | ------ | ------------ |
| 馬料水公眾碼頭或之前 | 不適用       | $5.4   |              |
| 大學站起             | $9.7         | $5.4   | 不適用       |
| 樟木頭帝琴灣起       | $5.1         | 不適用 |              |
| 西沙GO PARK起        | 不適用       | $12.3  | $9.7         |

## 用車
582線主要用車為已加裝額外輪椅停放區、能同時接載兩名輪椅乘客的富豪B8L 12米（指定車隊編號為52131－52138）。

## 行車路線

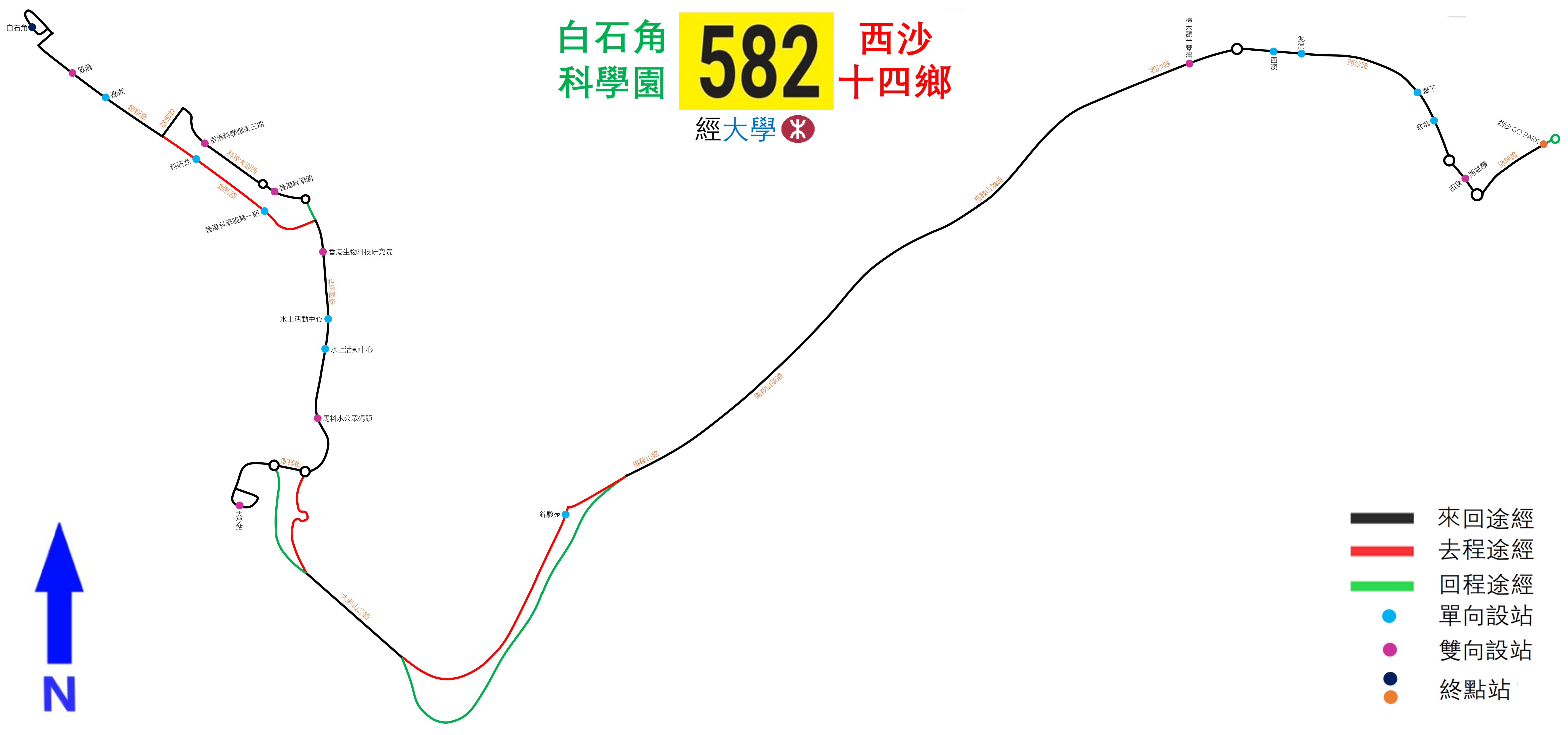
582線的走線圖

582線所有班次均由白石角開出，途經科城路、創新路、科研路、科技大道西（東行）、迴旋處、科技大道西（西行）、科研路、創新路、科學園路、澤祥街、馬料水公共運輸交匯處、澤祥街、大老山公路、馬鞍山路、馬鞍山繞道、西沙路、海映路（東行）、迴旋處、海映路（西行）、西沙路、馬鞍山繞道、馬鞍山路、大老山公路、澤祥街、馬料水公共運輸交匯處、澤祥街、科學園路、科技大道西、科研路、創新路及科城路折返白石角，具體停站請參考資訊框。